# Flächenkorrosion
Eine gleichmäßige Flächenkorrosion tritt dann auf, wenn der Korrosionsvorgang an der gesamten oder einem großen Teil der Bauteiloberfläche auftritt. An der Metalloberfläche bilden sich anodische (Metall auflösende) und kathodische (Elektronen verbrauchende) Teilbereiche. Voraussetzung für die Bildung von Flächenkorrosion ist der ständige Ortswechsel dieser Teilbereiche. Nur dann kann die Korrosion gleichmäßig auf der Metalloberfläche ablaufen. Ist diese Lageänderung der Teilbereiche nicht oder nur schwer möglich, so spricht man von Muldenkorrosion. Schwarze Oxidschichten auf nichtrostenden Stählen nennt man auch Rouging oder Blacking. 
Bei Flächenkorrosion in neutralen Bereichen kann je nach Werkstoff eine Deckschicht (Passivschicht) auf dem Metall entstehen, die die Korrosionsanfälligkeit stark reduziert, bzw. die Korrosion selbst verhindert oder einschränkt. Hat sich die Passivschicht an manchen Stellen nicht gebildet oder ist sie durch Säureangriff (verstärkt durch Chloridionen) zerstört worden, so führt dies ebenfalls zur Muldenkorrosion oder auch Lochkorrosion.
Die Flächenkorrosion ist als eher ungefährliche Korrosion einzustufen, da sie frühzeitig erkannt werden kann, und auch erst dann zu Schäden führt, wenn der Massenverlust des Metalls ausreichend groß ist. Ist die Intensität der späteren Beanspruchung durch atmosphärische Gase, Säuren etc. bekannt, so kann man die Opferschicht ausreichend dimensionieren. Auf diese Weise ist die Sicherheit eines Bauteils auch längerfristig gewährleistet. Eine andere Möglichkeit zum Bauteilschutz bietet der Korrosionszuschlag.